# Cryptopelta tarltoni
Cryptopelta tarltoni är en ormstjärneart som beskrevs av Baker 1974. Cryptopelta tarltoni ingår i släktet Cryptopelta och familjen Ophiodermatidae. Inga underarter finns listade i Catalogue of Life.